# Kastoriá
Kastoriá (en grec moderne : Καστοριά, aroumain : Custura, bulgare : Костур Kostur, turc : Kesriye, albanais : Kostur) est une ville en Grèce du nord, dans la périphérie de la Macédoine-Occidentale. C'est le chef-lieu du dème de Kastoriá et du district régional de Kastoriá. La ville est située sur la côte occidentale du lac Orestiáda. Elle s'appelait Keletron dans l'Antiquité.

## Démographie
Selon le recensement de 2011, le district régional de Kastoriá compte 50 322 habitants, celle du dème 35 874 habitants tandis que celle de la ville s'élève à 13 387 habitants. L'état-civil grec moderne ne fait pas de discrimination ethnique mais la ville est réputée pour abriter beaucoup de descendants de Micrasiates et de Valaques.

## Histoire
La ville initialement multiethnique (Grecs, Albanais, Aroumains, Torbèches, Turcs...) compte aussi une communauté juive romaniote importante dont la présence remonte à la période de l'Empire byzantin sous Justinien. Kastoria a été conquise par les Ottomans en 1385. La ville a prospéré sous la domination ottomane et est devenue un centre commercial régional. Les Ottomans ont construit de nombreuses mosquées, écoles et autres infrastructures de base dans la ville. Les Ottomans et les indigènes musulmans appelaient la ville « Kesriye ». À la suite de la première guerre balkanique, Kastoria a été capturée par la Grèce. Le traité de Lausanne (1923) impose des échanges de populations: Des musulmans et des Grecs d'Anatolie ont été échangés. Les Grecs d'Anatolie étaient pour la plupart originaires de la région de la mer Noire. Les musulmans se sont installés à Antalya, Izmir, Konya-Eregli et dans d'autres villes, notamment Nevşehir, Niğde, Yozgat et Kayseri. En mars 1944, sous l'Occupation nazie, 763 juifs sont déportés, d'abord à Thessalonique puis au camp d'extermination d'Auschwitz pour y être assassinés. En 1940, la population juive était de 900 habitants, seulement 35 survivront à la Shoah. Un mémorial à leur mémoire est inauguré dans la ville en 1996.

## Économie
La ville et sa région sont l'un des principaux centres de confection et de commerce de la fourrure en Grèce. Siège de la métropole de Kastoriá (en), la ville est un centre religieux important pour l'église orthodoxe grecque avec cinquante-quatre églises byzantines et médiévales (el). Kastoriá possède aussi un aéroport (en) situé dans la ville d'Árgos Orestikó.
En 1996, la mine de Kastoriá est mise en service, avec l'exploitation du gisement de latérite nickelifère de Ieropigí. L'extraction de minerai devient excédentaire par rapport à la capacité de la fonderie Larco à Lárymna. Au début du XXIe siècle, elle comprend deux gisements, dont deux sont exploités en ciel ouverts. La production annuelle de cette mine se situe entre 350 000 et 400 000 tonnes de minerai d'une teneur en nickel d'environ 1,35 %.

## Personnalités de la ville
- Athanásios Christópoulos, poète né à Kastoriá en 1772.
- Ioánnis Chrístou, rameur né à Kastoriá en 1983.
- Dimítris Diamantídis, joueur de basket-ball né à Kastoriá en 1980.
- Vassilis Doropoulos, peintre né à Kastoriá en 1942.
- Kyriákos Karataïdis, joueur de football né à Kastoriá en 1965.
- Dionýsios Mantoúkas, évêque de Kastoriá de 1694 à 1719.
- Leonídas Papázoglou, photographe né à Kastoriá en 1872.
- Lucas Samaras, artiste né à Kastoriá en 1936.
- Márkos Vellídis, joueur de football né à Kastoriá en 1987.
- Christína Yazitzídou, rameuse née à Kastoriá en 1989.
- Aristotélis Záchos, architecte et urbaniste né à Kastoriá en 1871.
- Sefik Aker, Turkish Army Officer né à Kastoriá en 1877.

## Galerie

Kastoriá
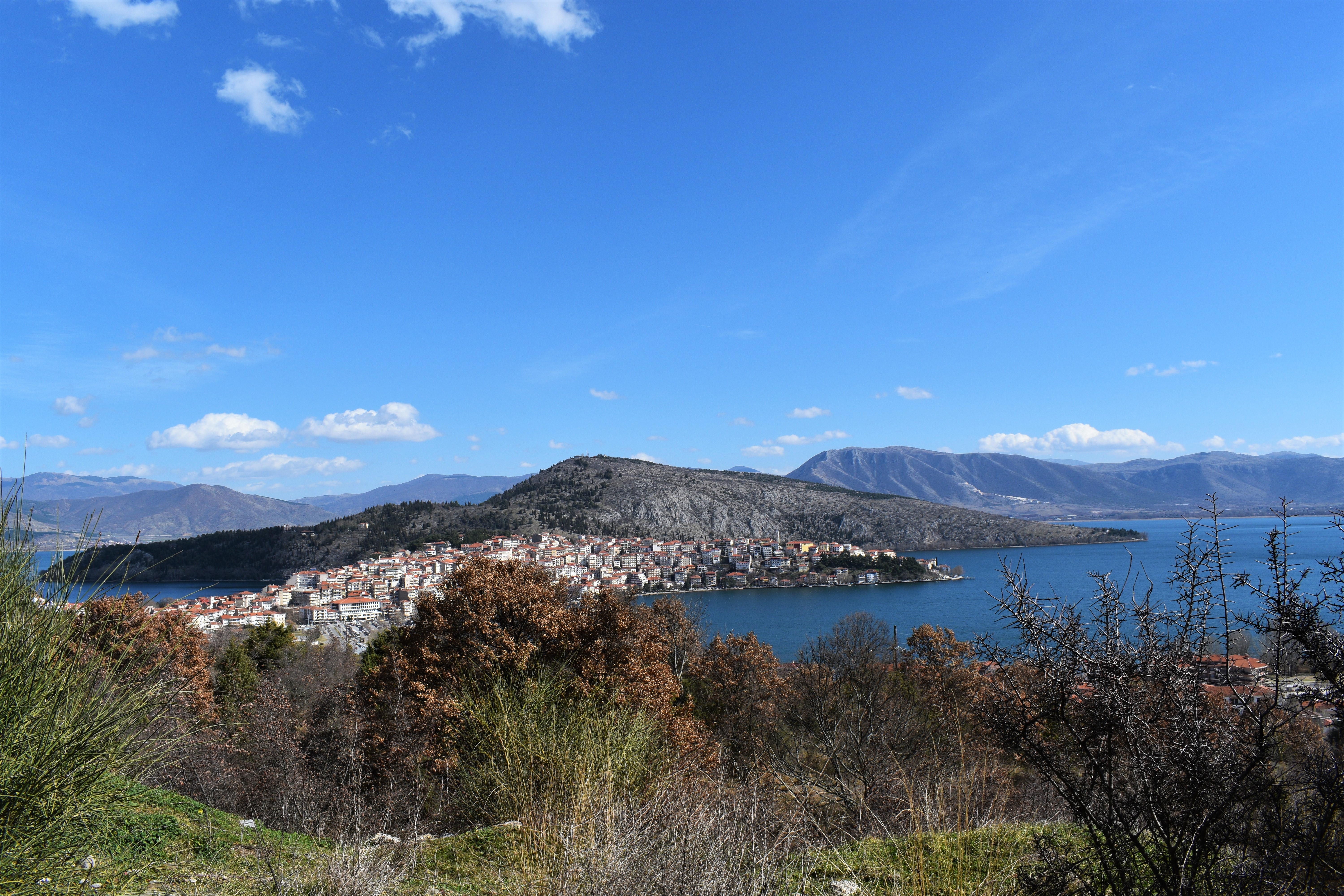
Vue de Kastoriá depuis les hauteurs de la ville.
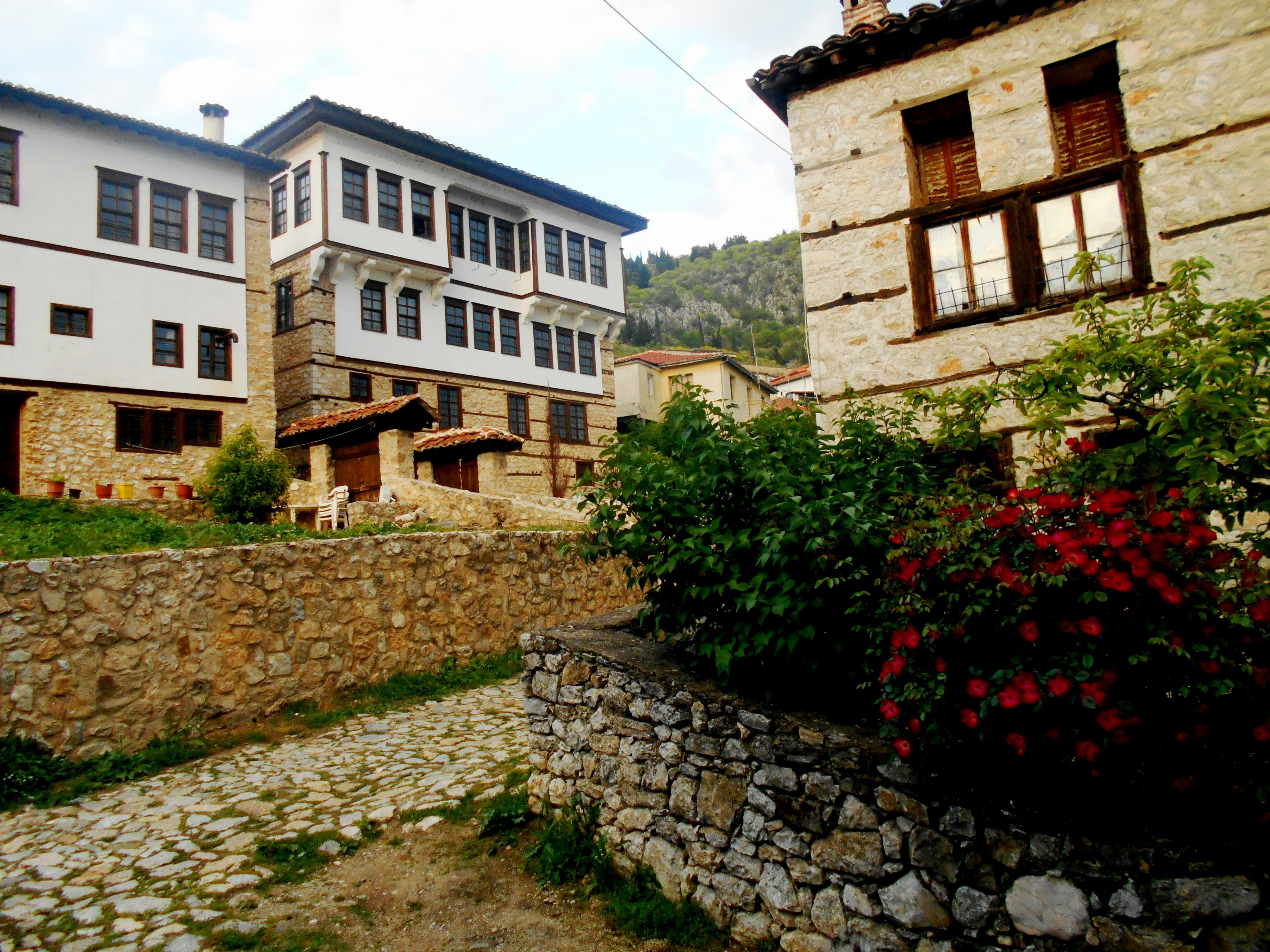
Manoirs de la vieille ville.
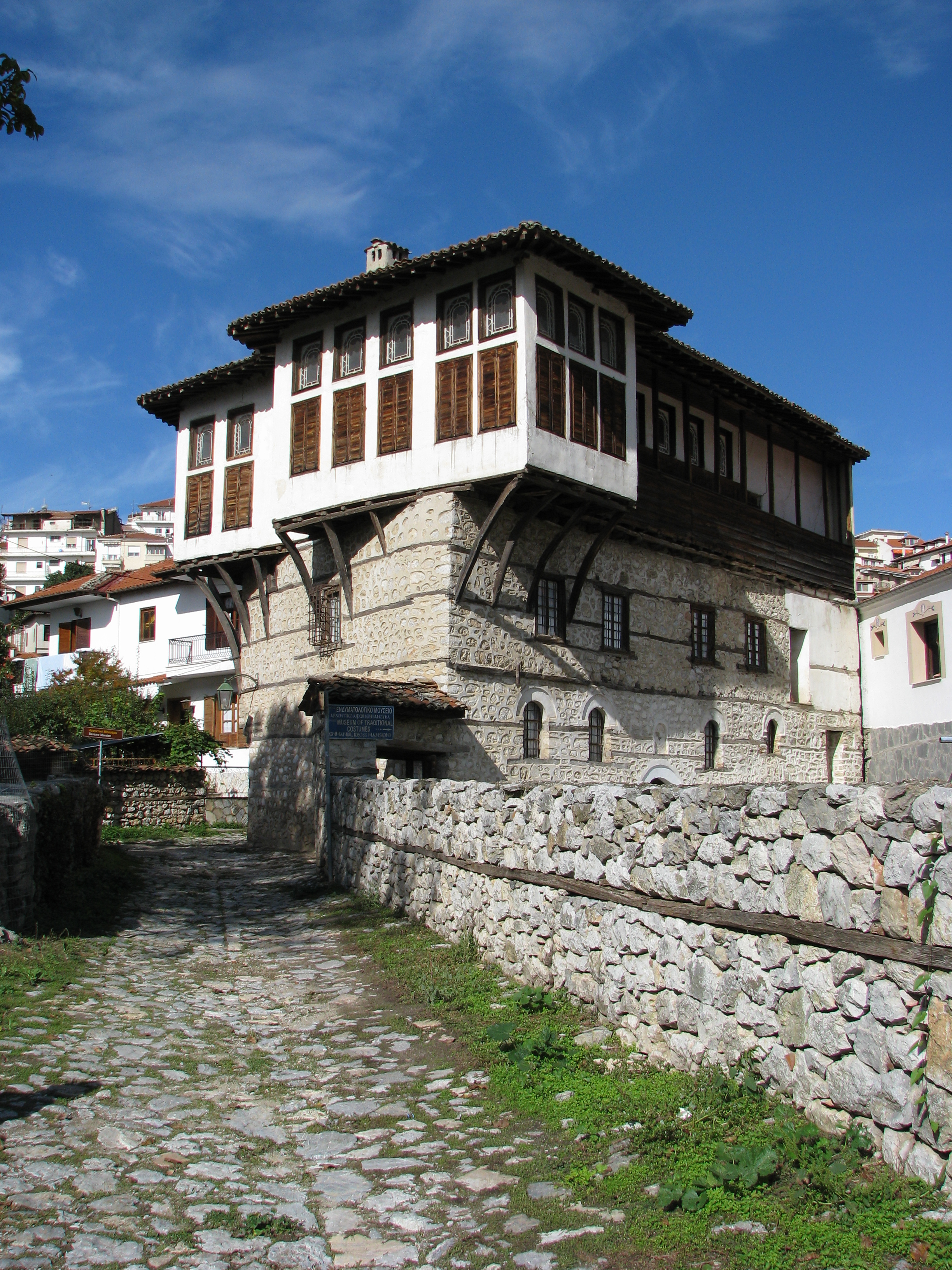
Le musée du costume traditionnel (el).
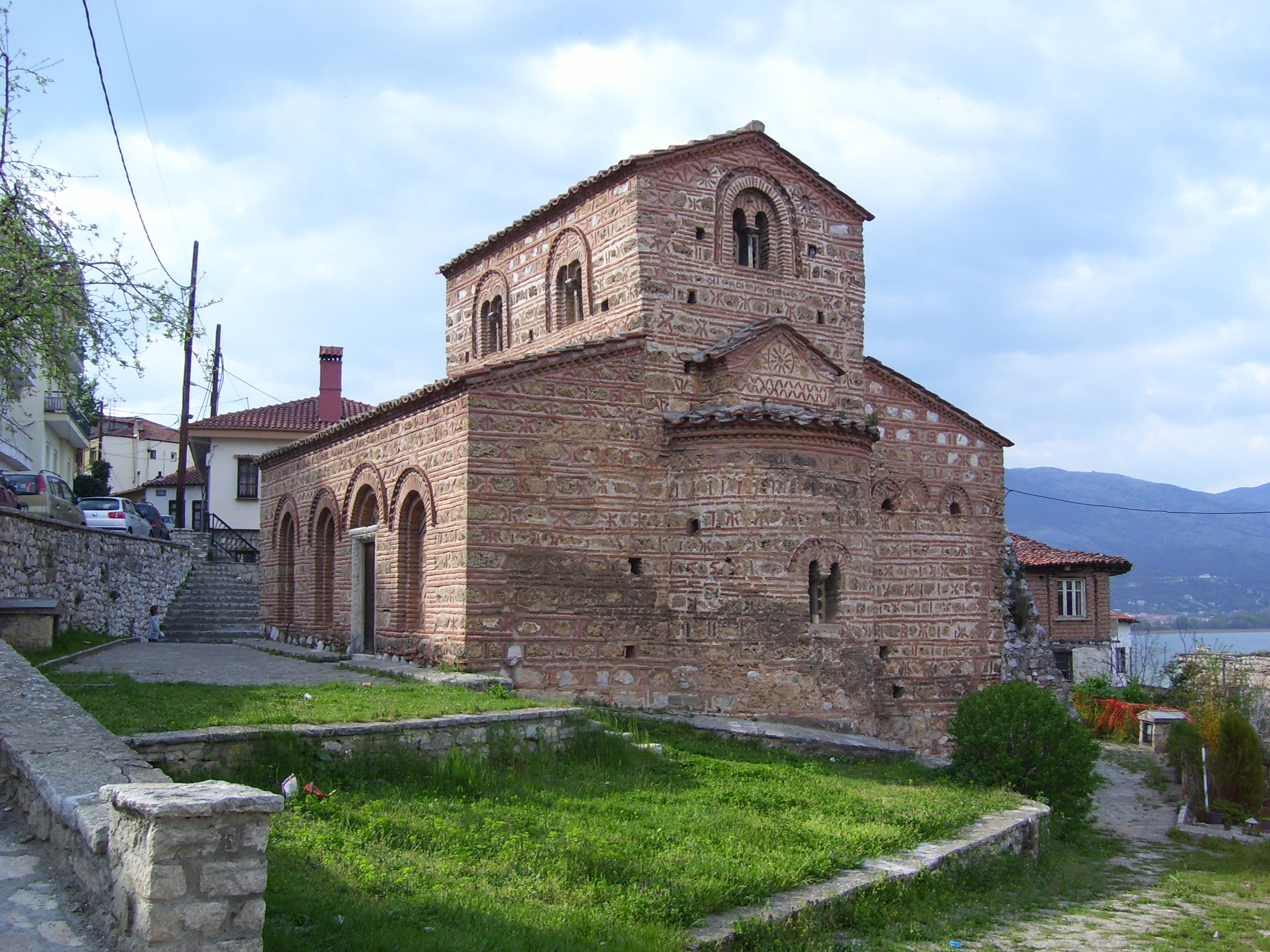
L'église des saints-Anargyres.
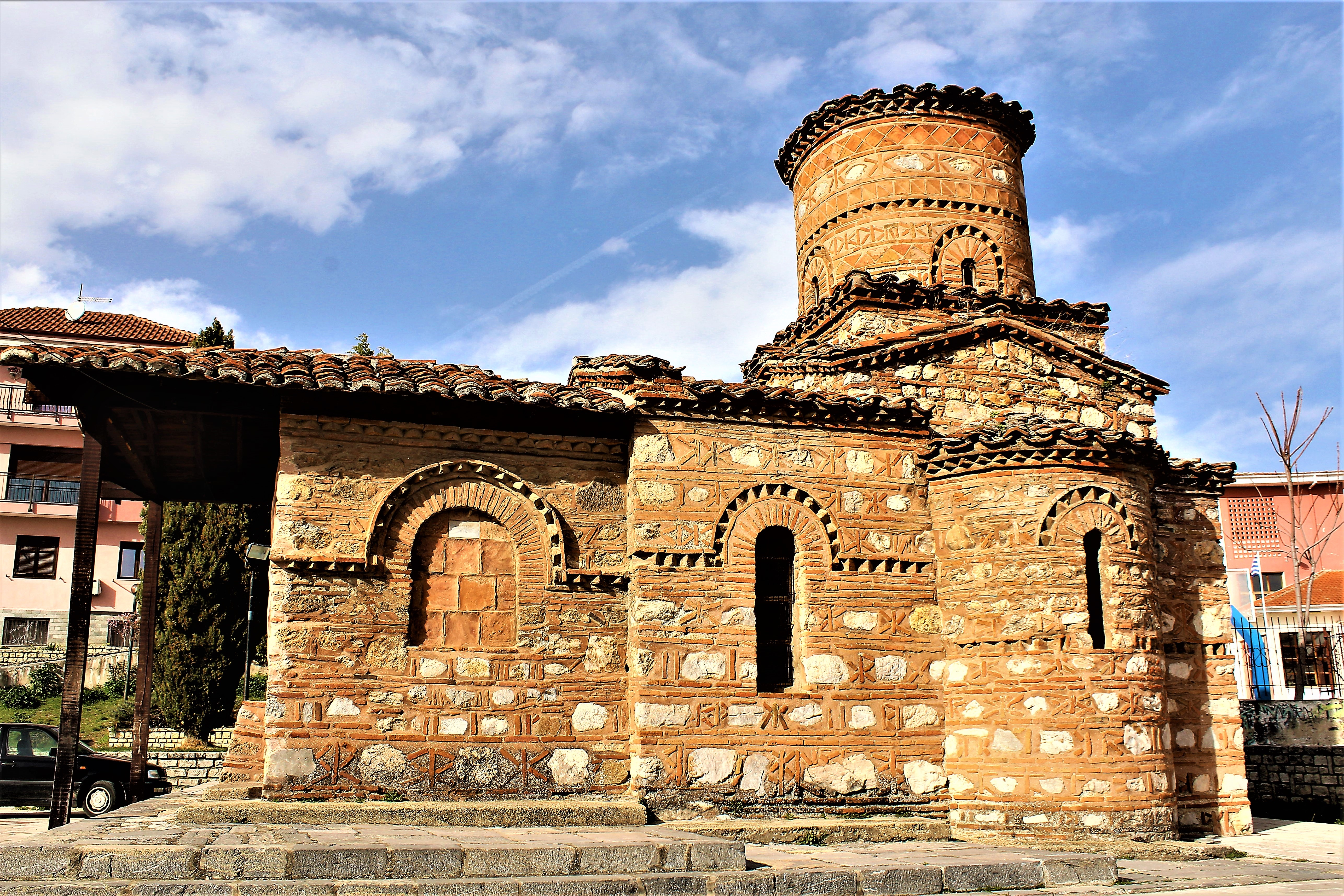
L'église de la Panagía Koumbelídiki (el).